# Ermbrechts
Ermbrechts ist eine Wüstung in der Gemeinde Künzell im Landkreis Fulda.

## Geografische Lage
Die Wüstung liegt in der Gemarkung Pilgerzell.

## Geschichte
Erstmals erwähnt wurde der Ort 1384, als er wahrscheinlich schon teilweise wüst war. Der Fuldaer Abt Friedrich I. von Romrod trat in diesem Jahr einem Hans von Rota als Unterpfand Rechte an den Wüstungen Ermbrechts und Appenwinden ab. 1480 wurde der Ort letztmals urkundlich erwähnt.